# Eremo di Sant'Antonio in Valdaspra
L'eremo di Sant'Antonio in Val d'Aspra era un edificio religioso situato nella parte settentrionale del territorio comunale di Civitella Paganico, ai confini tra la provincia di Grosseto e quella di Siena, non lontano dalla frazione di Casale di Pari e dalle Terme di Petriolo.

## Storia e descrizione
Di origini medievali, il complesso religioso sorse tra il XII e il XIII secolo, venendo citato per la prima volta in un documento datato 1206: la fondazione della struttura religiosa fu fortemente voluta dagli Ardengheschi, signori della zona, per dare ospitalità agli eremiti nella zona da essi controllata. Ciò nonostante, la tradizione vuole far risalire la fondazione dell'eremo ad epoche ancor più remote, coincidenti con la diffusione della religione cristiana in Europa. Inizialmente possedimento dell'Abbazia di San Lorenzo al Lanzo, passò già nel corso del Duecento alle dipendenze dei Guglielmiti e del loro eremo di Malavalle, seppur temporaneamente, per poi passare nella seconda metà del medesimo secolo agli Agostiniani e rientrare alle dipendenze dei monasteri senesi del suddetto ordine religioso. A partire dal Quattrocento il complesso religioso divenne di secondaria importanza, vista la sua posizione estremamente periferica e decentrata rispetto alla città di riferimento. Il declino si protrasse per alcuni secoli, fino alla sua definitiva soppressione datata 1782, anno in cui furono chiuse molte altre strutture conventuali e monastiche della Toscana. Il complesso fu rilevato da alcuni privati, prima di finire in completo abbandono, tanto che già nella prima metà dell'Ottocento si presentava sotto forma di ruderi.